# کریستین هانتر
کریستین هانتر (انگلیسی: Christine Hunter) یک روان‌شناس بالینی آمریکایی و یک افسر خدماتی یونیفرم‌پوش است. او سرپرست معاونت تحقیقات رفتاری و علوم اجتماعی مؤسسه ملی بهداشت (NIH) و سرپرست دفتر تحقیقات علوم رفتاری و اجتماعی مؤسسه ملی سلامت است. هانتر از سال ۱۹۹۶ تا ۲۰۰۶ به عنوان یک افسر وظیفه فعال در نیروی هوایی ایالات متحده خدمت کرد. او یک کاپیتان در سازمان سپاه ویژه خدمات بهداشت عمومی ایالات متحده است. در سال ۲۰۱۷، هانتر به عنوان معاون مدیر دفتر تحقیقات رفتاری و علوم اجتماعی مؤسسه ملی سلامت انتخاب شد. در ژانویه ۲۰۲۲، او جانشین ویلیام تی رایلی به عنوان سرپرست معاون مؤسسه ملی بهداشت در زمینه تحقیقات رفتاری و علوم اجتماعی شد.

## حرفه
هانتر به مدت ده سال در نیروی هوایی ایالات متحده در موقعیت‌های مختلف بالینی، مدیریتی، تحقیقاتی و سیاسی خدمت کرد. از سال ۱۹۹۶ تا ۱۹۹۷، او رزیدنت اصلی مرکز پزشکی ویلفورد هال بود که در آنجا به عنوان رابط بین ۱۱ دستیار و هیئت علمی کارآموزی خدمت کرد و به مدیر آموزش بالینی گزارش می‌داد. از سال ۱۹۹۷ تا ۱۹۹۸، هانتر روان‌شناس کارکنان مرکز پزشکی کیسلر در پایگاه نیروی هوایی کیسلر بود. او خدمات سلامت روان بزرگسالان سرپایی، روان‌شناسی سلامت بالینی و مشاوره زوجین را ارائه می‌کرد. هانتر از سال ۱۹۹۸ تا ۱۹۹۹ به عنوان مدیر بالینی بهداشت روان کیزلر ارتقا یافت. از سال ۱۹۹۹ تا ۲۰۰۰، هانتر رئیس مرکز ارتقای مهارت‌های زندگی کیزلر بود که در آنجا خدمات بهداشت روان سرپایی را رهبری می‌کرد. هانتر از سال ۲۰۰۰ تا ۲۰۰۱ یک فلوشیپ فوق دکترا روان‌شناسی سلامت بالینی را در مرکز پزشکی ویلفورد هال گذراند. او از سال ۲۰۰۱ تا ۲۰۰۲ به عنوان مدیر برنامه‌های بالینی و تحقیقات (قبل از ارتقاء به سمت رئیس خدمات روان‌شناسی سلامت بالینی در ویلفورد) خدمت کرد. هانتر از سال ۲۰۰۳ تا ۲۰۰۴ به عنوان مدیر مؤسسه تحقیقاتی روان‌شناسی سلامت بالینی در ویلفورد خدمت کرد. از سال ۲۰۰۴ تا ۲۰۰۶، او رئیس توسعه برنامه سوء مصرف دارو در آژانس پشتیبانی پزشکی نیروی هوایی بود. او بر بودجه ۱۵٫۵ میلیون دلاری این برنامه نظارت داشت.
در سال ۲۰۰۶، او به مؤسسه ملی دیابت و بیماری‌های گوارشی و کلیوی (NIDDK) پیوست و در آنجا مدیر بخش تحقیقات رفتاری شد. او توسعه و بازنگری برنامه استراتژیک برای تحقیقات چاقی (NIH) را رهبری کرد. در سال ۲۰۱۷، هانتر به عنوان معاون مدیر دفتر تحقیقات رفتاری و علوم اجتماعی مؤسسه ملی بهداشت (OBSSR) انتخاب شد. در ژانویه ۲۰۲۲، او جانشین ویلیام تی رایلی به عنوان سرپرست معاون مؤسسه ملی بهداشت در زمینه تحقیقات رفتاری و علوم اجتماعی شد.

## تحقیقات
علایق تحقیقاتی هانتر شامل روش‌های پیشبرد توسعه رفتاری و علوم اجتماعی است. او مکانیسم‌های تغییر رفتار، تفاوت‌های فردی در پاسخ به درمان و علم ترجمه را بررسی می‌کند. او همچنین به علم پیاده‌سازی برای پیشبرد دسترسی، جذب، سازگاری و مقیاس‌بندی رویکردهای مؤثر برای بهبود سلامت روان در مراقبت‌های معمول، محیط‌های اجتماعی و عملکرد سلامت عمومی علاقه‌مند است.